# Gustaf Envall
Gustaf Envall, född 4 september 1821 i Sollentuna socken, död 26 mars 1906 i Stockholm, var en svensk militär.
Gustaf Envall var son till komministern i Sollentuna, senare kyrkoherde i Össeby-Garns socken Gustaf Envall. Han blev student vid Uppsala universitet 1843 och avlade kameralexamen 1845. Därefter tjänstgjorde han 1845-1848 vid olika ämbetsverk bland annat Kammarkollegium och Riksbanken. 1848 reste han som frivillig till Danmark för att delta i Slesvig-holsteinska kriget och enrollerades som menig 7 juni. I februari 1849 befordrades han till underofficer vid danska 1:a lätta infanteribataljonen. Han utmärkte sig särskilt i slaget vid Gravenstein och slaget vid Fredericia. Vid hemförlovandet av frivilligtrupperna hösten 1849 befordrades Envall till sekundlöjtnant och tilldelades Dannebrogsorden. Efter sin hemkomst önskade Envall att fortsätta på militärbanan. Han var 1850-1851 extra elev vid Teknologiska institutet, avlade officersexamen 1851 och blev samma år underlöjtnant från 1852 med befattning vid Hälsinge regemente. Envall befordrades 1856 till 2:e löjtnant och 1864 1:e löjtnant vid samma regemente. 1867-1905 tjänstgjorde han som vice kommissionslantmätare i Stockholms län. Han blev 1868 2:e kapten vid Hälsinge regemente, 1879 major i armén och heröll samma år avsked från sitt regemente. Envall blev 1874 riddare av Svärdsorden.